# Argyropelecus hemigymnus
Argyropelecus hemigymnus ist ein Tiefseefisch aus der Familie der Tiefsee-Beilfische (Sternoptychidae), der weltweit in fast allen tropischen und gemäßigten Meeren vorkommt, u. a. im westlichen und mittleren Mittelmeer und im Nordostatlantik nördlich der britischen Inseln.

## Merkmale
Argyropelecus hemigymnus wird maximal 3,9 cm lang und hat die für Tiefsee-Beilfische typische, tiefbauchige, seitlich stark abgeflachte Gestalt. Seine Färbung ist hell silbrig und wird in der Nacht dunkel. Die Anzahl der Wirbel liegt bei 36 bis 39, die der Branchiostegalstrahlen bei 10.
- Flossenformel: Dorsale 8–9, Anal2 11–12.

## Lebensweise
Argyropelecus hemigymnus lebt für gewöhnlich in Tiefen von 250 bis 600 Metern, man fing ihn jedoch auch in Tiefen von bis zu 2400 Metern. Ausgewachsene Tiere führen Vertikalwanderungen durch. Sie leben einzeln oder in kleinen Gruppen und ernähren sich von Ruderfußkrebsen, weiteren Krebstieren, kleinen Fischen und anderen kleinen Beutetieren. Eier und Larven der Fische sind planktonisch.